# Flambadou
Ein Flambadou ist ein altes Kochgerät. Es wird heutzutage eher für das Showkochen verwendet.
Das Gerät besteht aus einem langen Metallgriff und einem gusseisernen Trichter.
Zum Kochen wird der Trichter stark erhitzt (rotglühend). Anschließend kommt Fett in den Trichter. Die starke Hitze schmilzt das Fett sofort und es läuft unten – brennend – aus dem Trichter ab und auf das Gargut.
Nach Ekstedt stammt die Technik aus dem Baskenland und verbreitete sich von dort über Europa.